# Ariel González
Oscar Ariel González Mezzenasco (Mendoza, 22 ottobre 1974) è un ex calciatore argentino naturalizzato messicano, di ruolo attaccante.